# Hohenassel
Hohenassel ist ein Ortsteil der Gemeinde Burgdorf, die zur Samtgemeinde Baddeckenstedt im Landkreis Wolfenbüttel in Niedersachsen gehört.

## Geografie
Folgende Orte umgeben Hohenassel:
- Burgdorf im Norden
- Lesse im Nordosten
- Burgdorf bei Osterlinde im Osten
- Osterlinde im Südosten
- Westerlinde im Süden
- Grasdorf und Wartjenstedt im Südwesten
- Luttrum im Westsüdwesten
- Nordassel im Nordwesten

Hohenassel liegt östlich eines kleineren Waldgebietes und ist ansonsten von Feldern umgeben.

## Geschichte
Im Hohenasseler Holz konnten Gräberfelder entdeckt werden, die aus dem 2. bis 5. Jahrhundert n. Chr. stammen und damit auf eine frühe Siedlungsgeschichte des Dorfes hindeuten.
Die Namensgebung weist wie die von Nordassel auf die enge Verbindung mit der Asselburg in Burgdorf hin, die bereits 984 erstmals erwähnt wird.
Seit dem späten Mittelalter gehörte Hohenassel zum Amt Lichtenberg und damit zum Fürstentum Braunschweig-Wolfenbüttel. Bereits 1548 existierten im Dorf eine Kapelle mit einer Schule. 1792 wurde das Amt Lichtenberg nach Salder verlegt. Die Schule erhielt 1880 ein eigenes Gebäude, das 1976 wiederum durch ein neues ersetzt wurde, in der bis heute alle Grundschüler der Gemeinde Burgdorf unterrichtet werden.

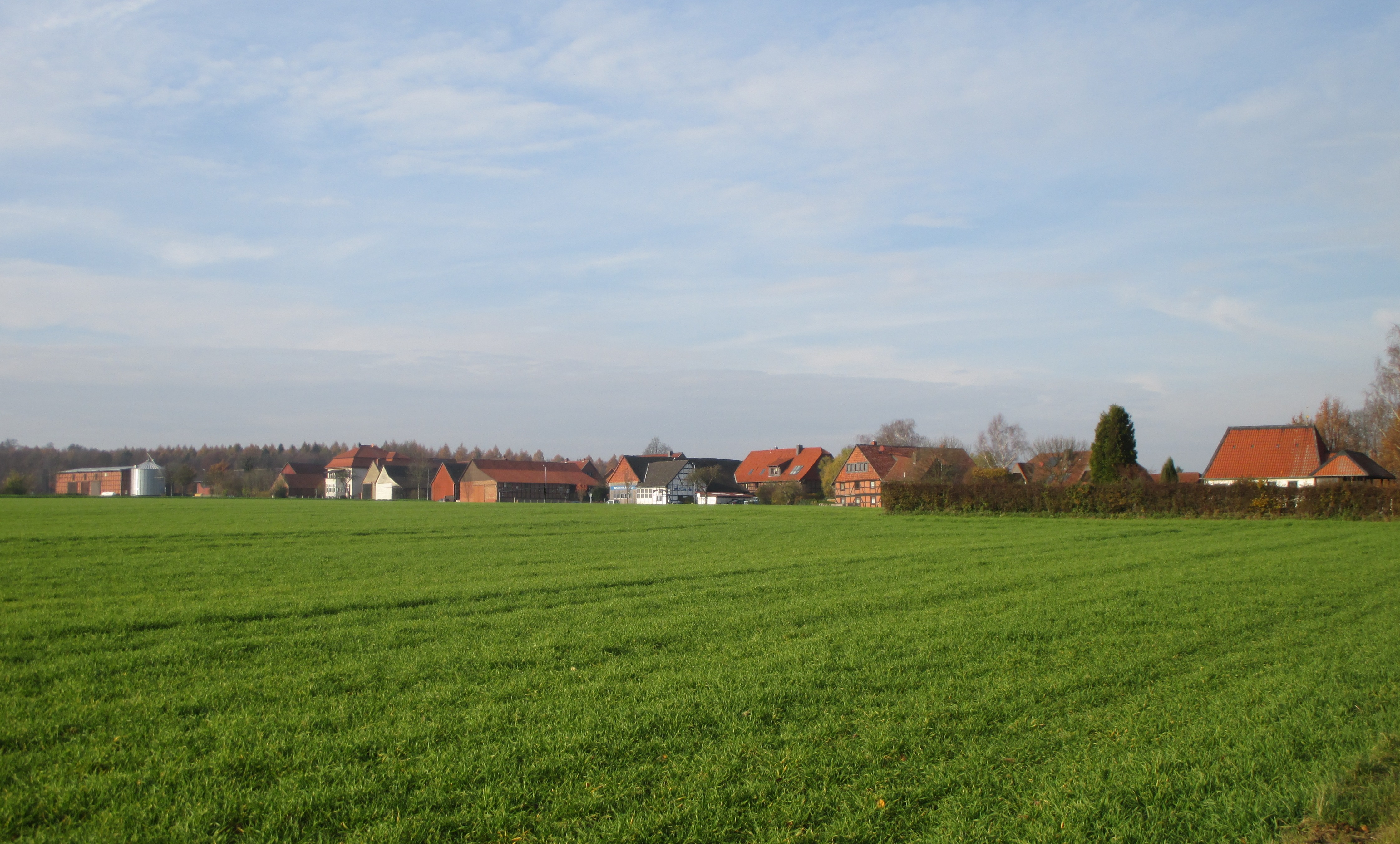
Südwestlicher Ortsrand von Hohenassel
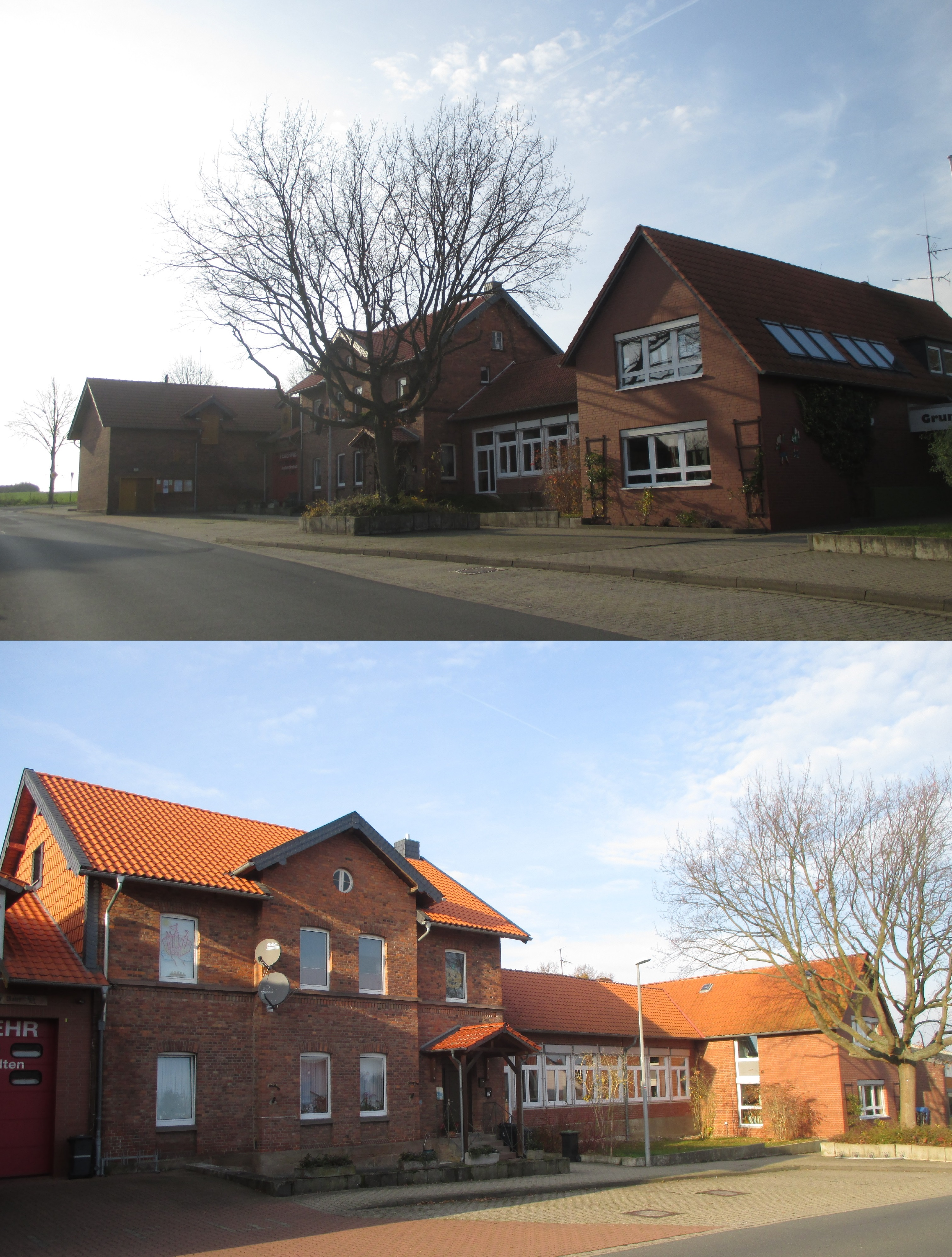
Grundschule Hohenassel

### Erdölförderung

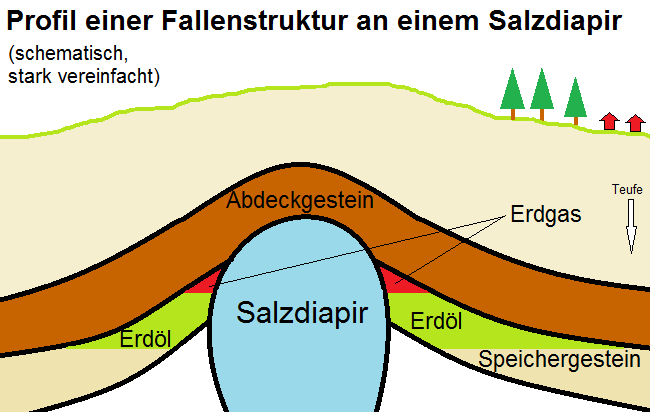
Dieses schematische Profil zeigt die Akkumulation von Kohlenwasserstoffen in einer tektonischen Falle, die durch einen Salzdiapir gebildet wurde. So entstand auch die Lagerstätte Hohenassel.

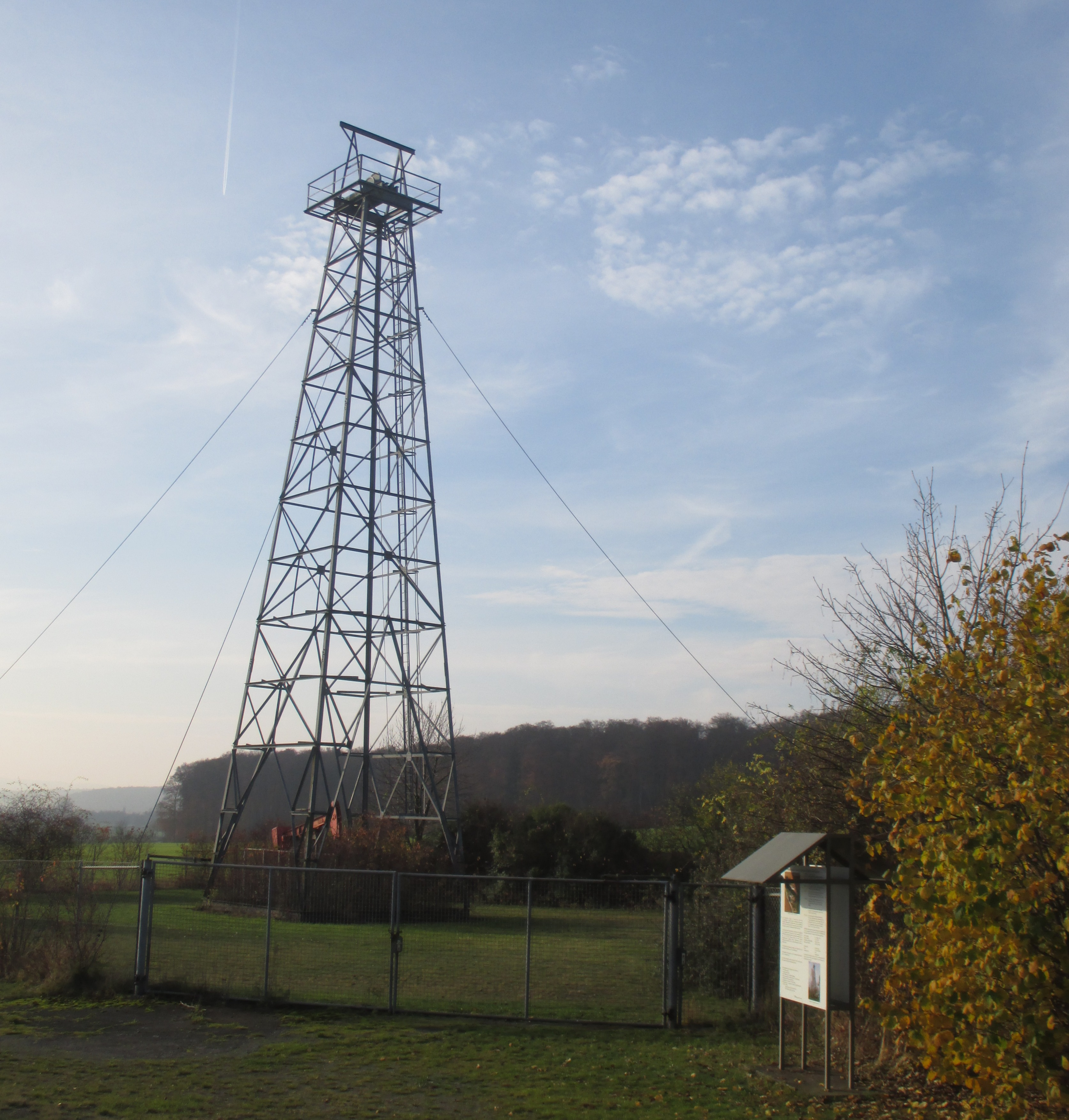
Einer der beiden Bohrtürme zur Erdölförderung, Industriedenkmal südwestlich von Hohenassel

Während des Zweiten Weltkriegs im Oktober 1943 wurden bei Hohenassel Erdölvorkommen entdeckt. Bereits 1942 wurden in diesem Bereich durch geophysikalische Messungen Salzstöcke nachgewiesen. Die Grenzflächen solcher Strukturen bilden potentielle Fallenstrukturen, indem sie angrenzende verstellte Schichten, die als Speichergestein dienen könnten, seitlich abdichten. Die zweite Erdölsuchbohrung verlief schließlich erfolgreich, sodass nach Abteufen einer weiteren Bohrung vom 21. Oktober 1943 bis zum Ende desselben Jahres 1150 Tonnen Erdöl mittels Fördersonden produziert wurden. 1944 waren bis zu vier Bohranlagen gleichzeitig in Betrieb und ein Jahr später existierten bereits 15 Förderorte, sodass eine Jahresförderung von über 31.000 Tonnen erreicht werden konnte. In den Nachkriegsjahren 1946/47 beschäftigte der Betrieb bis zu 141 Mitarbeiter (Dezember 1947). Die Jahresproduktion erreichte mit 48.680 Tonnen bereits 1946 ihren Höhepunkt. In der Folgezeit wurden bis 1955 zwischen 18.000 und 24.000 Tonnen jährlich gefördert. Ab 1956 führten Rationalisierungen und sinkende Produktivität der Lagerstätte zu einem Personalabbau. Auch die Anzahl der Fördersonden verringerte sich stetig. 1963 lag die Produktion bei knapp unter 9000 Tonnen bei 48 Beschäftigten. Dennoch wurde bis zum 25. Juli 1990 Erdöl bei jährlich sinkender Produktionsrate gefördert. Die Gesamtproduktion in den 47 Jahren Betriebszeit betrug knapp 500.000 Tonnen bei insgesamt 62 Bohrungen im Malm in einer Teufe zwischen 367 und 665 Metern. Bis 1994 wurden schließlich alle Bohrungen verfüllt und das Gelände renaturiert.

### Einwohnerentwicklung
| Burgdorf-Hohenassel – Bevölkerungsentwicklung seit 1790 | Burgdorf-Hohenassel – Bevölkerungsentwicklung seit 1790 | Burgdorf-Hohenassel – Bevölkerungsentwicklung seit 1790                                                               |
| Jahr                                                    | Einwohner                                               | Entwicklung |
| ------------------------------------------------------- | ------------------------------------------------------- | --- |
| 1790                                                    | 266                                                     | Hier fehlt eine Grafik, die leider im Moment aus technischen Gründen nicht angezeigt werden kann. Wir arbeiten daran! |
| 1900                                                    | 310                                                     | Hier fehlt eine Grafik, die leider im Moment aus technischen Gründen nicht angezeigt werden kann. Wir arbeiten daran! |
| 30. Sep. 1998                                           | 373                                                     | Hier fehlt eine Grafik, die leider im Moment aus technischen Gründen nicht angezeigt werden kann. Wir arbeiten daran! |
| Jan. 1999                                               | 380                                                     | Hier fehlt eine Grafik, die leider im Moment aus technischen Gründen nicht angezeigt werden kann. Wir arbeiten daran! |

## Kultur und Sehenswürdigkeiten
- Asselburg

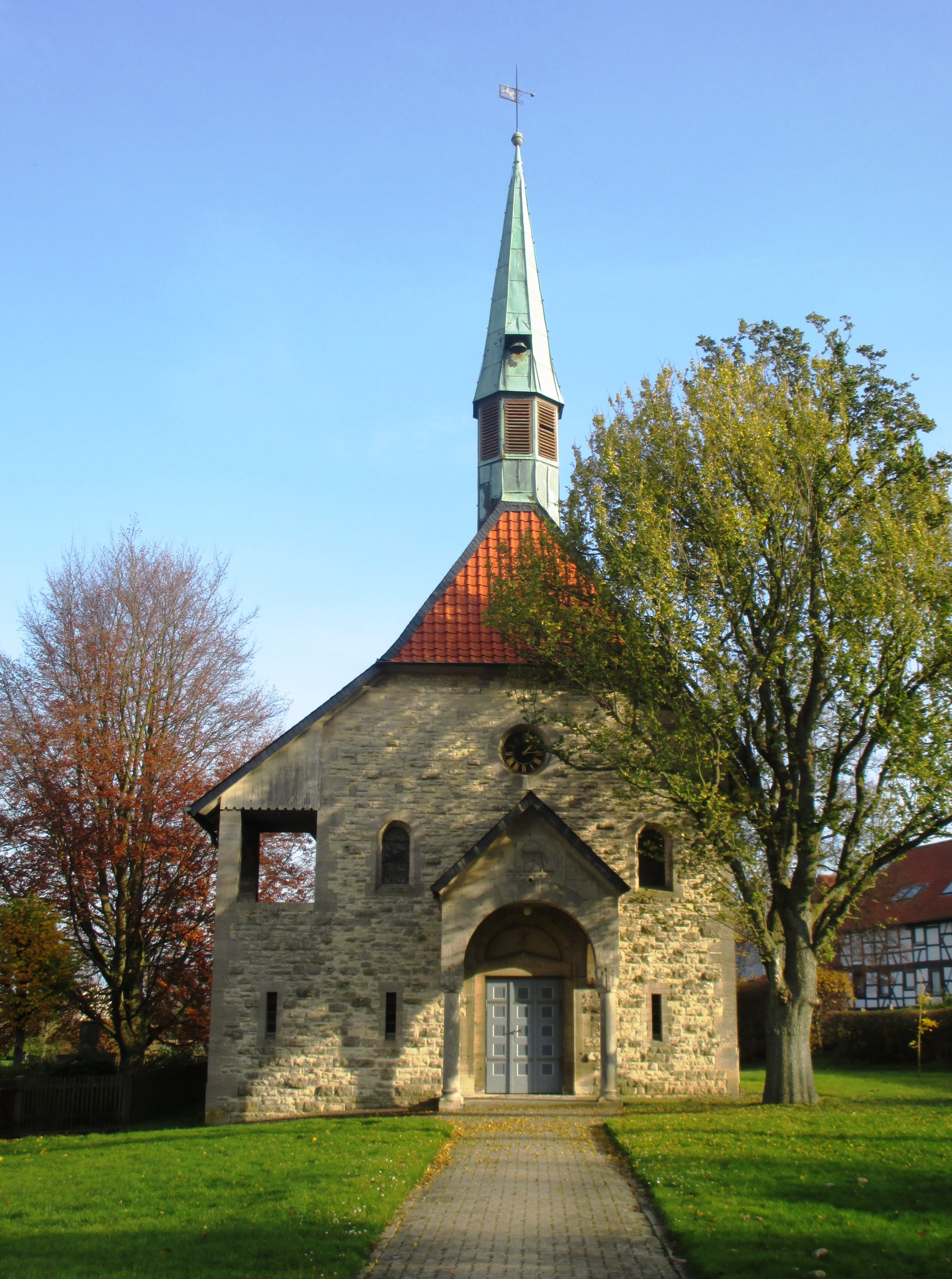
St.-Jakobi-Kapelle in Hohenassel

- Das Baujahr der alten romanischen Kapelle mit rechteckigem Schiff und halbrunder Apsis ist nicht bekannt. Sie wurde 1913 durch den Neubau der St.-Jakobi-Kapelle ersetzt. Hohenassel gehört zur evangelischen Kirchengemeinde Burgdorf.
- Heute erinnern zwei Bohrtürme als Industriedenkmale an die Zeit der Erdölgewinnung.[3]

## Verkehrsanbindung
Hohenassel liegt an einer Kreisstraße, die Nettlingen und die Luttrum im Westsüdwesten mit Burgdorf bei Osterlinde im Osten verbindet. Hinzu kommt eine weitere Kreisstraße, welche das Dorf im Süden an Westerlinde und die Bundesautobahn 39 und im Norden an Burgdorf anschließt.
Die nächstgelegenen Bahnhöfe befinden sich in Salzgitter-Lebenstedt an der Bahnstrecke Salzgitter-Drütte–Derneburg, in Baddeckenstedt an der Bahnstrecke Hildesheim–Goslar und in Hoheneggelsen an der Bahnstrecke Hildesheim–Braunschweig.